# (70401) Davidbishop
(70401) Davidbishop est un astéroïde de la ceinture principale.

## Description
(70401) Davidbishop est un astéroïde de la ceinture principale. Il fut découvert le 13 septembre 1999 à Cottage Grove (Oregon) par l'Observatoire Tenagra. Il présente une orbite caractérisée par un demi-grand axe de 2,52 UA, une excentricité de 0,20 et une inclinaison de 8,4° par rapport à l'écliptique.

## Compléments